# Sant'Elena fuori Porta Prenestina

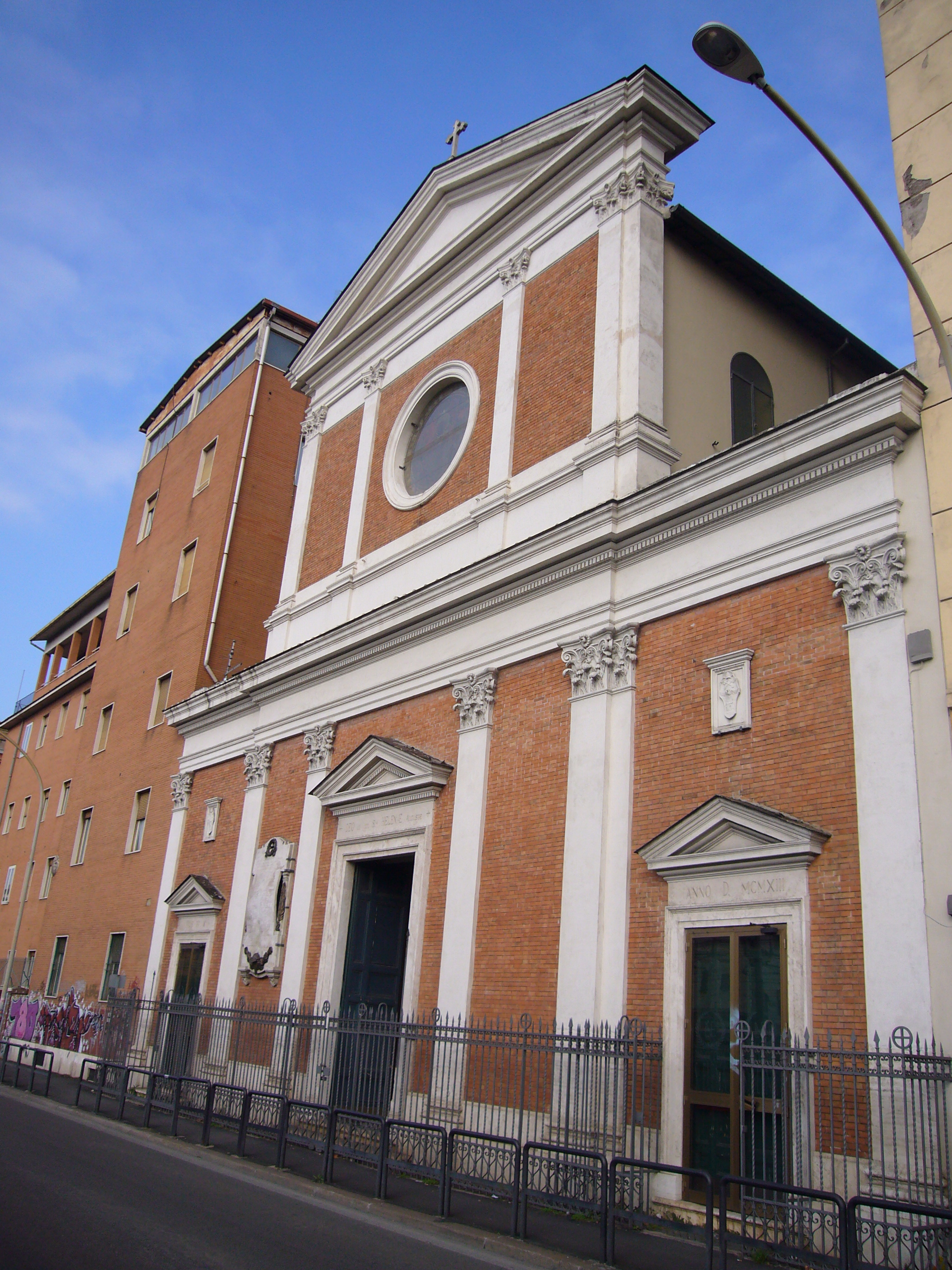
Vista da fachada.

Sant'Elena fuori Porta Prenestina, conhecida apenas como Sant'Elena, é uma igreja titular de Roma localizada no trecho urbano da Via Casilina (nº 205), no quartiere Prenestino-Labicano. É dedicada a Santa Helena e sede do título cardinalício de Santa Helena fora da Porta Prenestina, cujo cardeal-diácono protetor é João Braz de Aviz, arcebispo-emérito de Brasília e prefeito da Congregação para os Institutos de Vida Consagrada e Sociedades de Vida Apostólica no Vaticano.

## História
Esta igreja foi construída por ordem do papa Pio X para recordar o 16º centenário do Édito de Milão de 313, quando os imperadores romanos Constantino I e Licínio reconheceram o cristianismo como uma religião lícita e legítima no Império Romano. Por causa disto, ela foi dedicada à mãe de Constantino, Santa Helena. Ela foi construída numa área que já era conhecida como quarto di Sant'Elena em Roma, onde, no século XIV, ficava uma vinha de propriedade do mosteiro da basílica de Santa Maria Nova e vendido em 1424 ao capítulo de San Giovanni in Laterano. A igreja foi construída com base num projeto do arquiteto Giuseppe Palombi entre 1913 e 1914; foi aberta ao culto em 2 de abril de 1914 e consagrada solenemente em 17 de setembro de 1916.
Em 19 de março de 1914, passou a ser sede de uma nova paróquia criada pelo papa Pio X, através da constituição apostólica "Quod iam pridem", recebendo de imediato os títulos e os rendimentos da paróquia suprimida de Santi Quirico e Giulitta no Fórum de Augusto. A paróquia foi dirigida, quase que desde a sua fundação, pela ordem religiosa dos Oblatos de Maria Virgem, um arranjo que perdurou até 2003, quando ela voltou para o clero da Diocese de Roma. Em 1985, o papa São João Paulo II criou ali o título cardinalício de Santa Helena fora da Porta Prenestina.
No muro da ferrovia, na alto da Via del Mandrione com a Via Casilina, está uma cruz em travertino que recorda o pároco Raffaele Melis, morto durante o bombardeio anglo-americano de Roma de 13 de agosto de 1943, morto enquanto socorria mortos e feridos por uma bomba que atingiu em cheio um trem repleto de repatriados da África que viajava pela atual ferrovia Roma-Fiuggi-Alatri-Frosinone.

## Cultura
Em 1945, a igreja foi palco das filmagens de "Roma, Cidade Aberta", de Roberto Rossellini. No filme, a fachada e o pátio interno da igreja aparecem em várias cenas de Dom Pietro, o protagonista interpretado por Aldo Fabrizi (o interior, por outro lado, é o da igreja trasteverina de Santa Maria dell'Orto).

## Descrição
A fachada da igreja, protegida por uma grande de ferro forjado, é de um sóbrio estilo neoclássico, uma composição de uma estrutura de tijolos aparentes com elementos decorativos (beiral, lesenas coríntias, tímpanos) em travertino e gesso claro. Em correspondência ao projeto da fachada, o interior se desenvolve em três naves, cada uma com seu portal, sendo o central o mais imponente. Na parte superior, que termina num tímpano triangular encimado por uma cruz, está uma roseta circular decorada com um bela vitral multicolorido decorado com o tema de "Santa Helena".
Internamente, a igreja se apresenta em estilo neo-paleocristão, com planta basilical com três naves separadas por duas fileiras de arcos de volta perfeita assentados em colunas e terminadas em absides semicirculares. O teto da nave maior é em capriata em madeira, ao passo que o das duas menores são abóbadas de cruzaria. Em 1930, foram pintados por Ettore Ballerini os afrescos do arco triunfal ("Evangelistas") e da abside central ("Invenção da Cruz"). O aspecto atual do presbitério é do início da década de 1980: no centro está o altar-mor em mármore com um crucifixo de madeira ao lado; em posição mais avançada estão dois ambões, dos quais o da esquerda está decorado com dois baixos-relevos de Italo Celli representando o monograma da paróquia e o "Leão de São Marcos, realizados em 2014.
O órgão de tubos, instalado num corpo único no piso da abside, foi construído em 1908 por Carlo Vegezzi-Bossi para a capela do Palazzo Piombino em Roma, na época residência de Margarida de Saboia, transferido para a igreja em 1926. Ele foi modificado em ampliado por Mario Strozzi em 1958. Com transmissão elétrica, dispõe de 18 registros em seus dois teclados e pedaleiras.